# پترواس‌ای
پترواس‌ای (انگلیسی: PetroSA) شرکت دولتی نفت و گاز در آفریقای جنوبی است، که در سال ۱۹۶۵ تأسیس شد.